# 王立东
王立东（1958年8月—），汉族，河南获嘉人，中华人民共和国政治人物、第十一届全国政协委员。
加入中国民主同盟，担任民盟河南省委副主委、郑州大学河南省食管癌重点开放实验室主任。2008年，当选第十一届全国政协委员，代表医药卫生界，分入第四十六组。